# Parti des îles Cook
Pour les articles homonymes, voir CIP.

Logo du CIP et ancien drapeau des îles Cook de 1974 à 1979

Le Parti des îles Cook (Cook Islands Party en anglais, abrégé CIP) est un parti politique des Îles Cook fondé en 1965 par Albert Royle Henry sur les bases de la Cook Islands Progressive Association.
Le CIP fut une première fois au pouvoir de 1965 à 1978, date à laquelle Albert Royle Henry quitta la vie politique à la suite de l'affaire des électeurs volants. Son cousin Geoffrey Henry lui succéda à la tête du parti.
Il revint aux affaires pour quelques mois en 1983, puis plus longuement de 1989 à 1999. Il participa dans les années qui suivirent à divers gouvernements de coalition. Les élections de 2006 virent le Democratic Party remporter une confortable majorité. Peu avant celles-ci, Geoffrey Henry avait décidé de se retirer de la vie politique, laissant la place à Henry Puna qui ne put néanmoins se faire élire dans son bastion de Manihiki
Ayant des liens historiques avec le Parti travailliste néo-zélandais, le CIP est considéré comme étant plus à gauche et étatiste que le Democratic Party, bien que n'étant pas membre de l'Internationale socialiste.